# 雅尼克·诺阿
雅尼克·西蒙·卡米耶·诺阿（法語：Yannick Simon Camille Noah，1960年5月18日—），生于法国色当，法国男子网球运动员和摇滚乐歌手，网球史上最佳法国男子选手，网球公开赛年代法国至今唯一一位大满贯男单冠军及法国网球公开赛史上唯一的本土男单冠军，最高世界排名单打第4、双打第1，1983年法国网球公开赛男单冠军，国际网球名人堂成员。

## 生平
诺阿的父亲是喀麦隆足球明星扎卡里·诺阿（Zacharie Noah），母亲是法国人，出生在色当，两岁时即随父母回到喀麦隆，自小在雅温得长大。1972年，亚瑟·阿什在一场表演赛上发现了诺阿的潜质。当得知他有一位法国母亲之后，阿什向法国网球协会会长Philippe Chatrier极力推荐诺阿。于是，诺阿得以重返法国，在尼斯接受了五年的专业训练。
1977年，诺阿在赢得法国少年冠军后转为职业球手，1980年，他成为法国一号球手。1983年，诺阿赢得了法国网球公开赛男单冠军，他是1946年以来第一个获得法网冠军的法国人。但是之后，由于频繁受伤，诺阿再也没有达到过这样的高度，并于1990年最终退役。
1991年，诺阿出任法国男子网球队领队，并于当年率队夺得戴维斯杯冠军。1997年，他又带领法国女队夺得联合会杯冠军。
在网球之外，诺阿还是一名成功的流行乐手，自1991年出版第一张唱片以来，他和他的雷鬼乐队也已获得了极大的成功。
诺阿之子乔金·诺阿曾就读于美国佛罗里达大学，是NCAA2006年总决赛最佳球，於2021年3月，諾阿宣布退休。